# Griekenland op het Eurovisiesongfestival 1990
Griekenland nam deel aan het Eurovisiesongfestival 1990 in Zagreb, Joegoslavië. Het was de 13de deelname van het land op het Eurovisiesongfestival. ERT was verantwoordelijk voor de Griekse bijdrage voor de editie van 1990.

## Selectieprocedure
Om de kandidaat te kiezen voor het festival van 1990 werd een nationale finale georganiseerd. Deze vond plaats op 23 maart 1990 en werd gehouden in de tv-studio's van de ERT in Athene. De show werd gepresenteerd door Olina Xenopoulou. De winnaar werd aangeduid door een expertjury. Dit werd Christos Callow & Wave met het nummer Horis Skopo.

### Uitslag
| № | Artiest                 | Lied                      | Plaats |
| - | ----------------------- | ------------------------- | ------ |
| 1 | Jimmy Makulis           | "Mia nihta san ki apopse" | 5      |
| 2 | Aggeliki Bazigou        | "Ora chi"                 | 6      |
| 3 | Louisa Konne            | "Mono esi boreis"         | 4      |
| 4 | Yiannis Dimitras        | "Taxidi"                  | 3      |
| 5 | Christos Callow & Wave  | "Horis skopo"             | 1      |
| 6 | Nikos Ignatidis & Mando | "Mono emeis i dio"        | 2      |

## In Zagreb
Griekenland moest in Joegoslavië als 2de optreden, net na Spanje en voor België. Op het einde van de puntentelling hadden de Grieken 11 punten verzameld, wat ze op een 19de plaats bracht. Dat was de laagste klassering die Griekenland tot dan toe op het Eurovisiesongfestival had behaald. België en Nederland gaven respectievelijk 0 en 5 punten aan deze inzending.

### Gekregen punten

#### Finale
| 12 punten   | 10 punten | 8 punten | 7 punten | 6 punten |
| ----------- | --------- | -------- | -------- | -------- |
|             |           |          |          | - Cyprus |
| 5 punten    | 4 punten  | 3 punten | 2 punten | 1 punt   |
| - Nederland |           |          |          |          |

### Punten gegeven door Griekenland

#### Finale
Punten gegeven in de finale:
| 12 punten | Zwitserland         |
| 10 punten | Italië              |
| 8 punten  | Spanje              |
| 7 punten  | Ierland             |
| 6 punten  | Cyprus              |
| 5 punten  | Verenigd Koninkrijk |
| 4 punten  | Luxemburg           |
| 3 punten  | IJsland             |
| 2 punten  | Zweden              |
| 1 punt    | Nederland           |

1974 · 1975 · 1976 · 1977 · 1978 · 1979 · 1980 · 1981 · 1982 · 1983 · 1984 · 1985 · 1986 · 1987 · 1988 · 1989 · 1990 · 1991 · 1992 · 1993 · 1994 · 1995 · 1996 · 1997 · 1998 · 1999-2000 · 2001 · 2002 · 2003 · 2004 · 2005 · 2006 · 2007 · 2008 · 2009 · 2010 · 2011 · 2012 · 2013 · 2014 · 2015 · 2016 · 2017 · 2018 · 2019 · 2020 · 2021 · 2022 · 2023 · 2024 · 2025